# Aciculidae
Aciculidae es una familia de minúsculos caracoles de tierra que tienen opérculos. (El opérculo es una pequeña puerta que cierra la concha cuando el animal se retrae en él.) En otras palabras, Aciculidae son gasterópodos terrestres operculados. A pesar de que en Aciculidae son caracoles de tierra, viven en condiciones más húmedas, entre los musgos y las hojas muertas y a veces se les han descrito como "caracoles que llegan a la costa ".

## Taxonomía
Anteriormente, esta familia se colocó en el infraorden Littorinimorpha, en el suborden Hypsogastropoda en el orden Sorbeoconcha.
La familia Aciculidae está en el grupo informal Architaenioglossa, perteneciente al clado Caenogastropoda, (según la Taxonomía de Gastropoda (Bouchet & Rocroi, 2005).
Esta familia no tiene subfamilias de acuerdo a la Taxonomía de Gastropoda (Bouchet & Rocroi, 2005)

## Géneros
- Abchasohela Hudec & Lezhawa, 1971[1]
- Acicula W. Hartmann, 1821 - the needle snail, type genus
- Caziotia Pollonera, 1905[2]
- Hyalacme Hesse, 1917[3]
- Kainarella Starobogatov, 1972[4]
- Menkia Boeters, E. Gittenberger & Subai, 1985
- Platyla Moquin-Tandon, 1856
- Pleuracme Kobelt, 1894[5]
- Renea Nevill, 1880